# Atlantis: The Lost Tales
Atlantis: The Lost Tales (дословно: рус. Атлантида: Затерянные сказания) — приключенческая компьютерная игра, разработанная компанией Cryo Interactive и выпущенная Dreamcatcher Interactive 30 сентября 1997 года. Она является первой среди игр, похожих на Myst; следом за ней вышли Atlantis II (Beyond Atlantis за пределами Европы), Atlantis III: The New World (Beyond Atlantis II), Atlantis Evolution и The Secrets of Atlantis: The Sacred Legacy.

## Сюжет
Игра начинается с того, что главный герой Сет (англ. Seth) прибывает к Компаньонам Королевы, телохранителям королевы Атлантиды. Сет обнаруживает, что Королева исчезла незадолго до его появления. По мере развития сюжета, главный герой узнаёт, что между Королевой и Телохранителями Консула произошёл конфликт. Командир Телохранителей по имени Креон (англ. Creon) хочет заменить поклонение богине луны Амму (англ. Ammu), самой почитаемой богини атлантов, на поклонение богу солнца Са’ату (англ. Sa'at). Во имя Са’ата он хочет захватить весь мир с помощью недавно разработанного оружия.
Выясняется, что это оружие — часть кристалла, который дарует своему владельцу великое знание. Задолго до событий игры кристалл был разделён на две половины — Тёмную и Светлую, — которые были спрятаны на Острове Пасхи и в Стоунхендже соответственно. Креон нашёл Тёмный осколок кристалла, который, постепенно сводил его с ума.
Сет находит Светлый осколок кристалла на Острове Пасхи, а затем возвращается в Атлантиду, чтобы сразиться с Креоном. После его поражения мощь Тёмного осколка приводит к извержению вулкана; Сет и немногие выжившие спасаются из погибшей Атлантиды.

## Игровой процесс
Atlantis — приключенческая игра-головоломка с трёхмерной графикой от первого лица. Игрой взаимодействует с окружающим миром посредством HUD — своеобразного «окна» в мир игры. Для использования предмета или разговора с персонажем, игрок должен переместить камеру так, чтобы нужный объект оказался в центре экрана. Некоторые критики посчитали такую систему неудобной, так как в центре экрана нет прицела — таким образом, игроку придётся угадывать, куда переместить камеру. В последующих играх серии — Beyond Atlantis и Beyond Atlantis II — был добавлен прицел.
Прохождение игры подразумевает решение головоломок различной степени сложности. Решение некоторых из них может оказаться достаточно нетривиальным, тогда как других — совсем простым. Другая отличительная черта Atlantis — наличие моментов, требующих быстрой реакции от игрока, например побег от охранников. В подобных моментах зачастую есть лишь один верный путь; выбор других приведёт к смерти главного героя.

## Игровой движок
В игре используется множество проприетарных технологий, разработанных компанией Cryo Interactive. Одна из них — OMNI 3D, с помощью которой реализован плавный панорамный обзор от первого лица. Однако обзор в игре выглядит не настолько чётко, как заранее отрендеренные ролики движения в игре. Анимация персонажей сделана при помощи захвата движения. Для правильной синхронизации движения губ и воспроизведения речи была задействована технология OMNI SYNC.